# 翼状靱帯
翼状靭帯（よくじょうじんたい、英語: alar ligament）は、大後頭孔と軸椎を連結する靭帯である。
軸椎歯突起上部の両側面から起こる厚い帯状の靭帯で、上外側方に向かって後頭顆の内側面に至る。
頭部の過度の回旋運動を制限する。